# Чокекірао

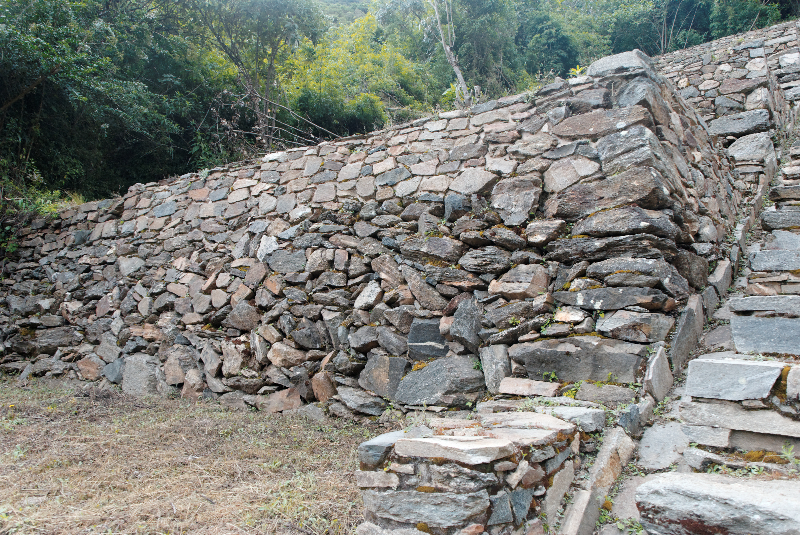
Тераси Чокекірао

Чокекірао (Chuqi K'iraw) — стародавнє місто в імперії інків Тауантінсую. Засновано Сапа Інкою Пачакутеком. Тривалий час було притулком правлячої династії інків часів боротьби з іспанськими конкістадорами. На тепер залишилися руїни. Часто йменують молодшою сестрою Мачу-Пікчу. Назва перекладається як «Золота колиска».

## Географія
Знаходиться на висоті 3085 м над рівнем моря на гірському хребті Салкантай в провінції Ла-Конвенсьон в регіоні Куско над долиною річки Апурімак. Розташовано за 30 км від Мачу-Пікчу. Дістатися до нього вкрай складно і лише кілька фізично міцних осіб на день відвідують стародавні руїни. Єдина доступна дорога є 2-денний піший підйом по горах з Куско — спочатку туристи повинні долетіти до Куско, потім 2 години витратити на автомобілі по гірській дорозі, а потім здійснити пішу подорож, яка займе від 12 до 16 годин. З 2013 року відповідно до рішення уряду Перу, почалося будівництво сучасної канатної дороги до Чокекірао, яке має завершитися у жовтні-листопаді 2015 року.

## Площа
Весь комплекс займає 1 800 гектарів. Більшість будівель добре збереглися, реставрація деяких будівель триває. На поточний момент місто Чокекірао розчищене від рослинності близько на 1/3.
Зведено за типовим інкським планом — тут існували кам'яні палаци знаті, «адміністрації», храм Сонця, будинок «наречених Сонця», зведені були сільськогосподарські тераси, що забезпечували харчами мешканців міста, тамбо, канали, акведуки, комори.

## Історія
Був зведений в роки правління Пачакутека Інки Юпанкі. Після вторгнення конкістадорів місто слугувало аванпостом, який охороняв вхід на територію Вількабамба, куди втік Інка Манко Юпанкі. Занепав після остаточної поразки держави Інків Вількабамби.
Віднайдено європейцями в 1710 році, проте археологічні роботи розпочалися лише в 1970-х роках